# زیاد رحبانی
زیاد رحبانی (عربی: زياد الرحباني ۱ ژانویۀ ۱۹۵۹ – درگذشتهٔ ٢۶ ژوئیهٔ ٢٠٢۵) آهنگساز، نویسنده، موسیقی‌دان و مفسر سیاسی اهل لبنان بود.
زیاد رحبانی فرزند فیروز یکی از مشهورترین خوانندگان لبنانی و جهان عرب و  عاصی رحبانی، از بنیان گذاران موسیقی مدرن عرب بود.